# Jhong
Jhong is een dorpscommissie (Engels: village development committee, afgekort VDC; Nepalees: panchayat) in het midden van Nepal, gelegen in het district Mustang in de bestuurlijke zone Dhawalagiri. Ten tijde van de volkstelling van 2001 had het een inwoneraantal van 489 personen, verspreid over 87 huishoudens; in 2011 waren er nog 253 inwoners, verspreid over 85 huishoudens.